# رسوای زمانه (آلبوم)
رسوای زمانه یکی از آلبومهای علیرضا قربانی است؛ با آهنگسازی همایون خرم که در تیرماه سال ۱۳۸۸ توسط آوای باربد منتشر شد.

## قطعات
نسخه اصلی این آلبوم دارای ۷ قطعه می‌باشد که قطعه بداهه‌نوازی ویولن (مخالف سه‌گاه) بی‌کلام است.
| شماره      | نام                                  | سراینده          | مدت   |
| ---------- | ------------------------------------ | ---------------- | ----- |
| ۱.         | «راز دل»                             | بهادر یگانه      | ۰۷:۲۴ |
| ۲.         | «از من بگذر»                         | تورج نگهبان      | ۰۵:۵۸ |
| ۳.         | «قند پارسی» (غزل شماره ۲۲۵)          | حافظ             | ۰۷:۰۶ |
| ۴.         | «آواز ماهور» (غزل شماره ۳۳۱)         | حافظ             | ۱۲:۵۵ |
| ۵.         | «رسوای زمانه» (مقدمه: مثنوی شماره ۱) | مولوی/بهادریگانه | ۰۸:۱۸ |
| ۶.         | «بداهه نوازی ویلن مخالف سه گاه»      |                  | ۰۶:۱۵ |
| ۷.         | «فراق» (غزل شماره ۲۹۷)               | حافظ             | ۰۷:۰۱ |
| مجموع مدت: | مجموع مدت:                           | مجموع مدت:       | ۵۵:۰۰ |

## نوازندگان
- بابک شهرکی
- علی زارع
- رضا محمدی
- کریم قربانی
- وحید وفایی
- ناصر رحیمی
- ایمان جعفری
- سامان احتشامی
- حسین فاضل
- بهزاد رواقی
- فضل‌الله شهرکی
- محمد رجبی
- فرهاد عندلیبی
- بهنام شهرکی[۱]